# Fulwood
Fulwood is een plaats in het bestuurlijke gebied Preston, in het Engelse graafschap Lancashire met 33.171 inwoners.

## Geboren
- Hugh Carthy (9 juli 1994), wielrenner